# Lacuna Coil
Lacuna Coil je italijanska gotik metal muzička grupa iz Milana. Grupa je pre trenutnog imena bila poznata kao Sleep of Right i Ethereal. Njihove najpoznatije pesme su Our Truth, Within Me i prerada pesme Enjoy the Silence. Izdali su devet studijskih albuma. Jednom su bili nominovani za Evropske muzičke nagrade MTV-ja, a osvojili nagrade za najbolji album 2012. godine, najbolji bend na svetu i najbolji nastup uživo.

## Diskografija
Studijski albumi
- (1999)
- (2001)
- (2002)
- (2006)
- (2009)
- (2012)
- (2014)
- (2016)
- (2019)
- Sleepless Empire (2025)

## Spoljašnje veze
- Zvanični veb-sajt
- Lacuna Coil na sajtu  (jezik: engleski)